# Crusea
Crusea é um género botânico pertencente à família Rubiaceae.

## Espécies
- Crusea acuminata
- Crusea allococca
- Crusea andersoniorum
- Crusea aphylla
- Crusea aspera
- Crusea brachyphylla